# Longtan (köping i Kina, Yunnan)
Longtan är en köping i Kina. Den ligger i provinsen Yunnan, i den sydvästra delen av landet, omkring 200 kilometer nordost om provinshuvudstaden Kunming. Antalet invånare är 51 721. Befolkningen består av 23 586 kvinnor och 28 135 män. Barn under 15 år utgör 23,0 %, vuxna 15-64 år 68 %, och äldre över 65 år 8,0 %.
Genomsnittlig årsnederbörd är 1 240 millimeter. Den regnigaste månaden är juni, med i genomsnitt 258 mm nederbörd, och den torraste är december, med 12 mm nederbörd.